# Der Bulle von Paris
Der Bulle von Paris (Originaltitel: Police) ist ein französischer Spielfilm von Maurice Pialat aus dem Jahr 1985 mit Gérard Depardieu in der Hauptrolle. Die Verfilmung basiert auf dem Roman Bodies Are Dust von P. J. Wolfson.

## Handlung
Mangin ist ein zynischer und gewalttätiger Pariser Polizist, der einen aus tunesischen Brüdern bestehenden Drogenring zerschlagen will. Bei seinen Ermittlungen gegen die Dealer verliebt er sich in Noria, die Freundin eines der Hauptverdächtigen. Als dieser in Marseille im Gefängnis sitzt, stiehlt Noria zwei Millionen Francs und Heroin aus dem Versteck der Brüder. Die Tunesier setzen sie und ihren Anwalt unter Druck. Um sie zu retten, bringt Mangin den Brüdern das Geld und die Drogen zurück. Am Ende verlässt ihn Noria, obwohl er ihr seine Liebe eingestanden hat.

## Hintergrund
Außer zwei Musikstücken in einer Disco und dem Lied aus der Symphonie Nr. 3 von Henryk Mikołaj Górecki, das während des Abspanns läuft, gibt es keine Musik im Film.
Drei Jahre nach der französischen Uraufführung lief der Film am 20. Oktober 1988 in den westdeutschen Kinos an.
Ein Großteil der Nachtszenen wurden in dem Pariser Stadtteil Belleville gedreht.

## Kritiken
Laut dem Lexikon des internationalen Films sei „der irritierende Film […] ständig gegen die Klischees des Genres gerichtet“. Er erzähle eine „außergewöhnliche, sich auf wenige Schauplätze beschränkende Geschichte von der Suche nach Geborgenheit und Identität, wobei die guten Schauspieler ihr Intensität und Dichte verleihen“.
Prisma meinte, Hauptdarsteller Gérard Depardieu biete „in diesem subtilen Kammerspiel die gesamte Palette seines darstellerischen Könnens“ dar. So spiele er „ebenso überzeugend den verlässlich-unbestechlichen, knallharten Bullen, wie auch den ambivalenten und einsamen Zweifler“. Das Internetportal film.at sah den Film als „Porträt der symbiotischen Beziehung zwischen Polizeiarbeit und Verbrechen, ohne Moralisieren und Zynismus, gekennzeichnet von der Wucht des Augenblicks, von einer ‚Alltagsperspektive‘, in der oft jene Momente, die in anderen Policiers keine Rolle spielen (dürfen), in den Mittelpunkt rücken: der Stillstand zwischen den Ermittlungen, die Details der mühsamen Kleinarbeit, das Weitertreiben durch den Morast, die Kamera immer zittrig hinterdrein – ein Leben, ständig an der Schwelle“.
Die ARD bezeichnete den Film in ihrer Programmvorschau als „ein hervorragend besetztes, zutiefst irritierendes Psychogramm eines Polizisten, dessen innere und äußere Verstrickung in das Kriminellen-Milieu“.

## Auszeichnungen
- 1985: Coppa Volpi für Gérard Depardieu in der Kategorie Bester Hauptdarsteller bei den Internationalen Filmfestspielen von Venedig

## Synchronisation
Eine deutsche Synchronfassung entstand 1988.
| Rolle    | Darsteller        | Synchronsprecher  |
| -------- | ----------------- | ----------------- |
| Mangin   | Gérard Depardieu  | Manfred Lehmann   |
| Lambert  | Richard Anconina  | Joachim Tennstedt |
| Lydie    | Sandrine Bonnaire | Rebecca Völz      |
| Gauthier | Jacques Mathou    | Joachim Kerzel    |
| Claude   | Bentahar Meaachou | Thomas Wolff      |